# Vladař (C. J. Sansom)
Vladař (anglicky Sovereign) je kniha britského spisovatele Christophera J. Sansoma, která vyšla v roce 2006.
Jedná se o třetí pokračování příběhů s právníkem Matthew Shardlakem.

## Obsah
Ve třetím díle se král Jindřich VIII. vydal na vizitaci do Yorku, dozvěděl se o bouření poddaných, proto chtěl upevnit svou pozici návštěvou. Psal se podzim 1541 a Matthew Shardlak se stal součástí královské družiny směřující do hrabství Yorkshire, jako právník, potvrzující královské petice. Arcibiskup Cranmer jej, ale pověřil dalším, tajným úkolem. Jednalo se o převoz důležitého a nebezpečného vězně do Londýna k výslechům, díky své důslednosti při vyšetřování narazí i na tajné dokumenty, které by mohli v určitém bodě ohrozit i samotný trůn Tudorova rodu.
Kniha zobrazuje napínavé čtení a vystihuje ducha doby, plné náboženských sporů, vlády krále Jindřicha VIII., který byl velice výraznou osobou anglické historie a to i díky svému soukromému životu.